# Norwegian International
Die Norwegian International sind die offenen internationalen Meisterschaften von Norwegen im Badminton. Sie werden seit 1954 ausgetragen. In den ersten Jahren wurden nur die reinen Männerdisziplinen ausgespielt, seit 1959 werden auch die Titelträger im Damendoppel, Dameneinzel und Mixed ermittelt. 1957, 1962, 1966, 1974, 1979 und 1990 fanden die Meisterschaften nicht statt. Die Titelkämpfe gehören dem BE Circuit an.

## Die Sieger
| Jahr      | Herreneinzel             | Dameneinzel              | Herrendoppel                            | Damendoppel                                   | Mixed                                       |
| --------- | ------------------------ | ------------------------ | --------------------------------------- | --------------------------------------------- | ------------------------------------------- |
| 1954      | Eddy Choong              | nicht ausgetragen        | Eddy Choong David Choong                | nicht ausgetragen                             | nicht ausgetragen                           |
| 1955      | Finn Kobberø             | nicht ausgetragen        | Finn Kobberø Jørgen Hammergaard Hansen  | nicht ausgetragen                             | nicht ausgetragen                           |
| 1956      | Finn Kobberø             | nicht ausgetragen        | Finn Kobberø Jørgen Hammergaard Hansen  | nicht ausgetragen                             | nicht ausgetragen                           |
| 1957      | nicht ausgetragen        | nicht ausgetragen        | nicht ausgetragen                       | nicht ausgetragen                             | nicht ausgetragen                           |
| 1958      | Knud Aage Nielsen        | nicht ausgetragen        | Bo Nilsson Göran Wahlqvist              | nicht ausgetragen                             | nicht ausgetragen                           |
| 1959      | Bertil Glans             | Hanne Andersen           | Bertil Glans Berndt Dahlberg            | Hanne Andersen Agnete Friis                   | Leif Jensen Hanne Andersen                  |
| 1960      | Charoen Wattanasin       | Irmgard Latz             | Bertil Glans Ingemar Eliasson           | nicht ausgetragen                             | Hans Sperre Randi Holand                    |
| 1961      | Leif Ekedahl             | Randi Holand             | Leif Ekedahl Kurt Johnsson              | nicht ausgetragen                             | Hans Sperre Randi Holand                    |
| 1962      | nicht ausgetragen        | nicht ausgetragen        | nicht ausgetragen                       | nicht ausgetragen                             | nicht ausgetragen                           |
| 1963      | Tom Bacher               | Lizbeth von Barnekow     | Bengt-Åke Jönsson Ingemar Eliasson      | Lizbeth von Barnekow Liselotte Nielsen        | Svend Andersen Liselotte Nielsen            |
| 1964      | Kurt Johnsson            | Pernille Mølgaard Hansen | Bengt-Åke Jönsson Willy Lund            | Eva Twedberg Gunilla Dahlström                | Bengt-Åke Jönsson Gunilla Dahlström         |
| 1965      | Sture Johnsson           | Eva Twedberg             | Morten Pommergaard Bendt Rose           | Lizbeth von Barnekow Pernille Mølgaard Hansen | Morten Pommergaard Pernille Mølgaard Hansen |
| 1966      | nicht ausgetragen        | nicht ausgetragen        | nicht ausgetragen                       | nicht ausgetragen                             | nicht ausgetragen                           |
| 1967      | Erland Kops              | Eva Twedberg             | Erland Kops Elo Hansen                  | Lizbeth von Barnekow Ulla Strand              | Elo Hansen Ulla Strand                      |
| 1968      | Sture Johnsson           | Eva Twedberg             | Tom Bacher Klaus Kaagaard               | Jette Føge Lonny Funch                        | Klaus Kaagaard Lonny Funch                  |
| 1969      | Klaus Kaagaard           | Eva Twedberg             | Jørgen Mortensen Klaus Kaagaard         | Jette Føge Karin Jørgensen                    | Sture Johnsson Eva Twedberg                 |
| 1970      | Jørgen Mortensen         | Lizbeth von Barnekow     | Svend Pri Per Walsøe                    | Anne Flindt Pernille Kaagaard                 | Svend Pri Ulla Strand                       |
| 1971      | Svend Pri                | Eva Twedberg             | Kurt Johnsson Thomas Kihlström          | Lene Køppen Pernille Kaagaard                 | Gert Perneklo Eva Twedberg                  |
| 1972      | Thomas Kihlström         | Eva Twedberg             | Klaus Kaagaard Per Walsøe               | Anne Flindt Pernille Kaagaard                 | Per Walsøe Pernille Kaagaard                |
| 1973      | Elo Hansen               | Joke van Beusekom        | Fraser Gow Robert McCoig                | Lene Køppen Pernille Kaagaard                 | Fraser Gow Christine Stewart                |
| 1974      | nicht ausgetragen        | nicht ausgetragen        | nicht ausgetragen                       | nicht ausgetragen                             | nicht ausgetragen                           |
| 1975      | Flemming Delfs           | Lene Køppen              | Elo Hansen Flemming Delfs               | Lene Køppen Inge Borgstrøm                    | Elo Hansen Inge Borgstrøm                   |
| 1976      | Sture Johnsson           | Anette Börjesson         | Bengt Fröman Thomas Kihlström           | Inge Borgstrøm Pernille Kaagaard              | Elo Hansen Pernille Kaagaard                |
| 1977      | Morten Frost             | Inge Borgstrøm           | Ola Eriksson Christian Lundberg         | Pia Nielsen Lonny Bostofte                    | Mogens Neergaard Inge Borgstrøm             |
| 1978      | Steen Fladberg           | Lonny Bostofte           | Jesper Helledie Steen Fladberg          | Susanne Berg Jette Boyer                      | Steen Fladberg Lonny Bostofte               |
| 1979      | nicht ausgetragen        | nicht ausgetragen        | nicht ausgetragen                       | nicht ausgetragen                             | nicht ausgetragen                           |
| 1980      | Thomas Kihlström         | Else Thoresen            | Thomas Kihlström Lars Wengberg          | Inge Christensen Susanne Mølgaard Hansen      | Kenneth Larsen Dorte Kjær                   |
| 1981      | Kenneth Larsen           | Pia Nielsen              | Göran Carlsson Klas-Gunnar Jönsson      | Pia Nielsen Kirsten Meier                     | Mark Christiansen Kirsten Meier             |
| 1982      | Kenneth Larsen           | Dorte Kjær               | Mogens Neergaard Kenneth Larsen         | Jane Pedersen Dorte Kjær                      | Mark Christiansen Jane Pedersen             |
| 1983      | Torben Carlsen           | Agnethe Juul             | Torben Carlsen Kenneth Larsen           | Agnethe Juul Gitte Paulsen                    | Kenneth Larsen Gitte Paulsen                |
| 1984      | Ulf Persson              | Marian Christiansen      | Manfred Mellqvist Bengt Mellqvist       | Lotte Olsen Marian Christiansen               | Stellan Österberg Catharina Andersson       |
| 1985      | Kim Brodersen            | Lotte Olsen              | Poul-Erik Høyer Larsen Claus Thomsen    | Charlotte Madsen Lotte Olsen                  | Kenneth Larsen Hanne Adsbøl                 |
| 1986      | Peter Axelsson           | Jeanette Kuhl            | Peter Axelsson Jens Olsson              | Helle Andersen Birgitte Hindse                | Jon Holst-Christensen Birgitte Hindse       |
| 1987      | Michael Søgaard          | Maria Henning            | Rikard Rönnblom Erik Söderberg          | Catharina Andersson Lillian Johansson         | Manfred Mellqvist Lillian Johansson         |
| 1988      | Chris Rees               | Sonja Mellink            | Uun Santosa Seno The                    | Sonja Mellink Daniella Oei                    | Chris Rees Sarah Doody                      |
| 1989      | Thomas Stuer-Lauridsen   | Camilla Martin           | Erik Lia Hans Sperre jr.                | Camilla Martin Lotte Olsen                    | Thomas Stuer-Lauridsen Lotte Olsen          |
| 1990      | nicht ausgetragen        | nicht ausgetragen        | nicht ausgetragen                       | nicht ausgetragen                             | nicht ausgetragen                           |
| 1991      | Tony Tuominen            | Helle Andersen           | Jan-Eric Antonsson Stellan Österberg    | Rikke Broen Marianne Rasmussen                | Jan-Eric Antonsson Astrid Crabo             |
| 1992      | Steve Butler             | Catrine Bengtsson        | Martin Lundgaard Hansen Michael Søgaard | Anne Mette Bille Trine Pedersen               | Lars Pedersen Anne Mette Bille              |
| 1993      | Henrik Bengtsson         | Karin Ericsson           | Jan Jørgensen Thomas Damgaard           | Catrine Bengtsson Kristin Evernäs             | Trond Wåland Camilla Silwer                 |
| 1994      | Peter Rasmussen          | Margit Borg              | Jesper Larsen Thomas Reidy              | Maria Bengtsson Margit Borg                   | Robert Larsson Maria Bengtsson              |
| 1995      | Rikard Magnusson         | Marina Andrievskaia      | Jim Laugesen Thomas Stavngaard          | Gitte Jansson Mette Schjoldager               | Thomas Stavngaard Ann Jørgensen             |
| 1996      | Lin Liwen                | Kelly Morgan             | Julian Robertson Nathan Robertson       | Pernille Harder Mette Schjoldager             | Julian Robertson Gail Emms                  |
| 1997      | Jens Olsson              | Karolina Ericsson        | Julian Robertson Nathan Robertson       | Christina Sørensen Jane F. Bramsen            | Steen Thygesen-Poulsen Jane F. Bramsen      |
| 1998      | Henrik Bengtsson         | Marina Andrievskaia      | Lars Paaske Jesper Mikla                | Catrine Bengtsson Marina Andrievskaia         | Lars Paaske Jane F. Bramsen                 |
| 1999      | Shon Seung-mo            | Kim Ji-hyun              | Kim Yong-hyun Yim Bang-eun              | Lee Hyo-jung Yim Kyung-jin                    | Kim Yong-hyun Yim Kyung-jin                 |
| 2000      | Jim Ronny Andersen       | Anu Weckström            | Peter Axelsson Imanuel Hirschfeld       | Anu Weckström Nina Weckström                  | Ola Molin Johanna Persson                   |
| 2001      | Irwansyah                | Anu Weckström            | Martin Delfs Jonas Glyager Jensen       | Karina Sørensen Julie Houmann                 | Tommy Sørensen Karina Sørensen              |
| 2002      | Kasperi Salo             | Tine Rasmussen           | Alexandr Nikolaenko Nikolaj Nikolaenko  | Frida Andreasson Lina Uhac                    | Jörgen Olsson Frida Andreasson              |
| 2003      | Per-Henrik Croona        | Tine Rasmussen           | Lee Jae-jin Hwang Ji-man                | Ha Jung-eun Oh Seul-ki                        | Lee Jae-jin Lee Eun-woo                     |
| 2004      | Björn Joppien            | Petra Overzier           | Kristof Hopp Ingo Kindervater           | Liza Parker Suzanne Rayappan                  | Fredrik Bergström Johanna Persson           |
| 2005      | Eric Pang                | Juliane Schenk           | Vidre Wibowo Imam Sodikin               | Nicole Grether Juliane Schenk                 | Kristof Hopp Birgit Overzier                |
| 2006      | Hans-Kristian Vittinghus | Sara Persson             | Anton Nazarenko Andrej Ashmarin         | Imogen Bankier Emma Mason                     | Imam Sodikin Elin Bergblom                  |
| 2007      | Marc Zwiebler            | Juliane Schenk           | Howard Bach Khankham Malaythong         | Anastasia Russkikh Ekaterina Ananina          | Kristof Hopp Birgit Overzier                |
| 2008      | Ville Lång               | Zhang Xi                 | Michael Fuchs Ingo Kindervater          | Anastasia Russkikh Irina Khlebko              | Michael Fuchs Annekatrin Lillie             |
| 2009      | Hans-Kristian Vittinghus | Juliane Schenk           | Rasmus Bonde Simon Mollyhus             | Helle Nielsen Marie Røpke                     | Marcus Ellis Heather Olver                  |
| 2010      | Hans-Kristian Vittinghus | Olga Konon               | Ingo Kindervater Johannes Schöttler     | Lotte Jonathans Paulien van Dooremalen        | Michael Fuchs Birgit Overzier               |
| 2011      | Ville Lång               | Linda Zechiri            | Rasmus Bonde Anders Kristiansen         | Eva Lee Paula Obanana                         | Sam Magee Chloe Magee                       |
| 2012      | Chou Tien-chen           | Sashina Vignes Waran     | Ruud Bosch Koen Ridder                  | Eefje Muskens Samantha Barning                | Jorrit de Ruiter Samantha Barning           |
| 2013      | Kasper Lehikoinen        | Mia Blichfeldt           | Nikita Khakimov Vasily Kuznetsov        | Julie Finne-Ipsen Rikke S. Hansen             | Vasily Kuznetsov Viktoriia Vorobeva         |
| 2014      | Raul Must                | Mia Blichfeldt           | Anton Kaisti Koen Ridder                | Tilde Iversen Emma Wengberg                   | Anton Kaisti Cheryl Seinen                  |
| 2015      | Marius Myhre             | Sofie Holmboe Dahl       | Søren Gravholt Nikolaj Overgaard        | Setyana Mapasa Gronya Somerville              | Sawan Serasinghe Setyana Mapasa             |
| 2016      | Kalle Koljonen           | Yap Rui Chen             | Oliver Leydon-Davis Lasse Mølhede       | Julie Finne-Ipsen Rikke S. Hansen             | Anton Kaisti Jenny Nyström                  |
| 2017      | Hermansyah               | Saili Rane               | Joel Eipe Philip Seerup                 | Alexandra Bøje Sara Lundgaard                 | Gregory Mairs Jenny Moore                   |
| 2018      | Rasmus Messerschmidt     | Sim Yu-jin               | Choi Sol-gyu Seo Seung-jae              | Gabriella Bøje Marie Louise Steffensen        | Joel Eipe Mette Poulsen                     |
| 2019      | Lin Yu-hsien             | Sung Shuo-yun            | Lee Fang-chih Lee Fang-jen              | Emma Karlsson Johanna Magnusson               | Mads Emil Christensen Emma Karlsson         |
| 2020 2021 | nicht ausgetragen        | nicht ausgetragen        | nicht ausgetragen                       | nicht ausgetragen                             | nicht ausgetragen                           |
| 2022      | Lin Chun-yi              | Natsuki Nidaira          | Chen Zhi-ray Lu Chen                    | Chang Ching-hui Yang Ching-tun                | Lucas Corvée Sharone Bauer                  |
| 2023      | Andi Fadel Muhammad      | Talia Ng                 | Maël Cattoen Lucas Renoir               | Amalie Cecilie Kudsk Signe Schulz             | Robert Cybulski Kornelia Marczak            |
| 2024      | Chen Chi-ting            | Wang Yu-si               | Maël Cattoen Lucas Renoir               | Paulina Hankiewicz Kornelia Marczak           | Otto Reiler Amanda Aarrebo Petersen         |